# Rekaš
Rekaš (rum. Recaş, njem. Rekasch, mađ.Temesrékás) grad je u županiji Timiš u rumunjskom dijelu Banata u kojem žive Hrvati.

## Zemljopis
Grad Rekaš se nalazi u zapadnoj Rumunjskoj u Banatu. Nalazi se u gornjem toku rijeke Timiş, 35km istočno od Temišvara ka Lugoju. Reljef je s blagim brežuljcima.

## Povijest
Prvi pisani spomen grada datira iz ljetnog feudalnog putopisa iz 1319. U vrijeme feudalizma grad je općina kojoj pripada 15 susjednih sela.
Od 1784. – 1786. je zbog procesa kolonizacije Banata naseljava ga veliki broj Nijemaca koji su ostavili veliki trag u razvoju grada.  Na kraju  19.stoljeća i početkom  20. stoljeća Rekaš je poznat po besprimjernom razvoj, bogatom društvenom i gospodarskom životu. Godine 1894. je sagrađena tvornica opeke s 100 zaposlenih.  1902. pojavio prvi njemački list "Temesrekaser Zeitung".
Rekaš je prije Drugog svjetskog rata imalo katoličku školu, casino, vatrogasno društvo, poljoprivrednu zadrugu nijemaca, sportski klub. Tijekom socijalizma Rekaš je bio općina kojoj su pripadala šest susjednih sela. Status grada dobio je tijekom 2004. godine.

## Stanovništvo
Prema popisu stanovništva iz 2002. godine grad je imao 8.560 stanovnika.
Većina stanovništva su Rumunji, s brojnim manjinama među kojima su Hrvati  Šokci

## Sport
Nogometni klub: ACS Recaş

## Gradovi prijatelji
- - Nova Crnja, Srbija

## Vanjske poveznice
- Službena stranica grada

### Ostali projekti
|  | Zajednički poslužitelj ima još gradiva o temi Rekaš |